# Ten Years After (álbum)
Ten Years After es el primer álbum de la banda de blues rock británica Ten Years After, grabado y lanzado en 1967.

## Lista de canciones
1. "I Want to Know" (Mc Leod) - 2:11
2. "I Can't Keep from Crying, Sometimes" (Al Kooper) - 5:24
3. "Adventures of a Young Organ" (Alvin Lee, Chick Churchill) - 2:34
4. "Spoonful" (Willie Dixon) - 6:05
5. "Losing the Dogs" (Lee, Gus Dudgeon) - 3:03
6. "Feel It for Me" (Lee) - 2:40
7. "Love Until I Die" (Lee) - 2:06
8. "Don't Want You, Woman" (Lee) - 2:37
9. "Help Me" - (Ralph Bass, Dixon, Sonny Boy Williamson II) - 9:51

## Créditos
- Alvin Lee - Guitarra , voz
- Leo Lyons - Bajo
- Ric Lee - batería
- Chick Churchill - órgano Hammond